# زن امروزی
زن امروزی (به هندی: Aaj Kie Aurat) و (به انگلیسی: Today's Woman) فیلمی هندی محصول سال ۱۹۹۳ و به کارگردانی آواتار بوگال است. در این فیلم بازیگرانی همچون جیتندرا، دیمپل کاپادیا، انوپم کهیر و ریما لاگو ایفای نقش کرده‌اند.